# Lopra
För det historiska svenska militära radionätet LOPRA, se Luftoperativa radionätet.
Lopra (danska: Lobra) är en ort på Färöarna. Den ligger på östkusten av Suðuroy, innerst i Lopransfjørður, en sydlig arm av Vágsfjørður. Lopra tillhör kommunen Sumba och hade vid folkräkningen 2015 85 invånare.
Lopra grundades som en niðursetubygd från Sumba 1834. Förr fanns här en stor valfångststation på platsen, och under 1800-talet var valfångst i farvattnen runt Färöarna av stor ekonomisk betydelse. Valfångststationen lades ner 1953 då valbestånden kraftigt hade minskat. Sedan 1950-talet har Lopra haft fiskehamn och lättare fiskeindustri.
Hamnen i Lopra var utgångspunkt för provborrningar efter olja på Färöarna under 1980- och 1990-talen, men inget fynd visade sig drivvärdiga.

## Befolkningsutveckling
| Befolkningsutvecklingen i Lopra 1985–2015 | Befolkningsutvecklingen i Lopra 1985–2015 | Befolkningsutvecklingen i Lopra 1985–2015 | Befolkningsutvecklingen i Lopra 1985–2015 | Befolkningsutvecklingen i Lopra 1985–2015 |
| ----------------------------------------- | ----------------------------------------- | ----------------------------------------- | ----------------------------------------- | ----------------------------------------- |
|                                           |                                           |                                           |                                           |                                           |
| År                                        |                                           |                                           | Folkmängd                                 |                                           |
| 1985                                      | 1985                                      |                                           | 120                                       |                                           |
| 1990                                      | 1990                                      |                                           | 135                                       |                                           |
| 1995                                      | 1995                                      |                                           | 105                                       |                                           |
| 2000                                      | 2000                                      |                                           | 104                                       |                                           |
| 2005                                      | 2005                                      |                                           | 96                                        |                                           |
| 2010                                      | 2010                                      |                                           | 94                                        |                                           |
| 2015                                      | 2015                                      |                                           | 85                                        |                                           |
|                                           |                                           |                                           |                                           |                                           |